# Michel Mirowski
Michel Mirowski (Varsavia, 14 ottobre 1924 – Baltimora, 26 marzo 1990) è stato un cardiologo polacco. È stato con Morton Mower il primo medico a utilizzare nella pratica clinica un defibrillatore cardiaco impiantabile (ICD), dispositivo per il trattamento di aritmie cardiache pericolose per la vita.

## Biografia
Mordechai Frydman nacque nel 1924 a Varsavia, in Polonia. 
Quando nel 1939 i tedeschi invasero la Polonia, il padre decise di cambiargli il nome in Mieczysław Mirowski per proteggerlo dalle persecuzioni naziste. In seguito, la moglie francese, volle chiamarlo Michel, nome con il quale è conosciuto.
Per sfuggire ai nazisti, Mirowski si rifugiò in Ucraina, dove per cinque anni visse in condizioni di assoluto disagio. 
Nel 1944, tornato in Polonia, divenne ufficiale dell'esercito, per poi iscriversi alla Facoltà di Medicina dell'Università di Danzica. 
“Varsavia, compreso il ghetto, era stata completamente distrutta” ricorda Mirowski “Nessuno dei miei familiari era rimasto e io non potevo ritrovare la mia vecchia casa”. Mirowski frequentò l'Università per un anno quindi si trasferì in Palestina ”Lasciai la Polonia. Ero diventato sionista. Dopo tutto quello che era successo e che avevo visto, gli ebrei dovevano avere un paese dove poter vivere. Per quanto riguardava la Polonia, per me era diventata un cimitero e decisi che non vi avrei più fatto ritorno”.Mirowski emigrò in Palestina, dove però nel dopoguerra nessuna facoltà di Medicina era attiva. Ritornò perciò in Europa e nel 1947 si iscrisse alla Facoltà di Medicina dell'Università di Lione in Francia. Parlava male francese e non conosceva l'inglese ma, ascoltando le lezioni in francese e studiando sui testi inglesi, imparò entrambe le lingue.
Laureatosi nel 1954, Mirowski ritornò in Israele dove diventò primo assistente di Harry Heller, primario del reparto di Medicina, presso il “Tel Hashomer Hospital”. Avendo deciso di dedicarsi alla cardiologia, frequentò l'Istituto di cardiologia di Città del Messico e il Johns Hopkins Hospital di Baltimora nel Maryland, sotto la guida di Helen Taussig, pioniere della cardiologia pediatrica. Per 5 anni, Mirowski fu l'unico cardiologo dell’Asaf Harofeh Hospit a qualche decina di chilometri da Tel Aviv.
Nel 1966, il suo primario e amico Harry Heller morì di morte improvvisa mentre era a cena con i familiari, dopo che da un paio di settimane aveva iniziato a presentare episodi di tachicardia ventricolare, un'aritmia cardiaca potenzialmente letale.
Mirowski si chiese cosa avrebbe potuto fare per salvare il suo maestro e pensò che sarebbe stato possibile impiantare nel suo corpo un defibrillatore capace di riconoscere e interrompere le aritmie letali. Dopo aver consultato cardiologi esperti sull'uso dei defibrillatori, si convinse che questi apparecchi, all'epoca solo esterni, potessero essere realizzati in dimensioni molto più ridotte. In un'epoca in cui questi apparecchi pesavano quasi 20 kg, sembrò una follia il solo pensare di poterne costruire alcuni grandi quando una scatola di sigarette.
Mirowski ritenne che solo gli Stati Uniti potessero garantire fondi e supporto tecnologico per realizzare tale progetto che divenne il suo perno fisso.
Grazie all'aiuto di un suo collega americano, Mirowski fu assunto al Sinai Hospital di Baltimora, ospedale affiliato alla Johns Hopkins University School of Medicine, con la qualifica di responsabile della unità coronarica. Qui trascorse parte del suo tempo, lavorando alla realizzazione del suo defibrillatore automatico impiantabile. Anche la moglie Anna e le sue tre figlie, che sarebbero diventate medici, si trasferirono negli Stati Uniti.
Per 12 anni, Mirowski e i suoi collaboratori si dedicarono alla realizzazione di dispositivi miniaturizzati tali da poter essere impiantati nei pazienti. Così il 4 febbraio 1980, per la prima volta al mondo, un defibrillatore fu impiantato in un paziente, in una sala operatoria del Johns Hopkins Hospital.
Da quel momento, il dispositivo inventato da Mirowski, progressivamente migliorato e sempre più rimpicciolito, sarà impiantato con successo in milioni di pazienti.
A metà degli anni 80, Mirowski si ammalò di mieloma multiplo, morendo il 26 marzo 1990 all'età di 65 anni.
Per anni osteggiato a causa della sua idea, riceverà ampio e unanime riconoscimento scientifico internazionale negli ultimi anni della sua vita.
Nel 2002 è stato inserito nella National Inventors Hall of Fame